# پسرای هم‌سن من
«پسرای هم‌سن من» (به انگلیسی: Guys My Age) ترانه‌ای از گروهٔ موسیقی راک آمریکایی هی وایولت می‌باشد که در ۲۰ سپتامبر سال ۲۰۱۷ برای دانلود دیجیتال منتشر گردید. این اثر سینث-پاپ دربارهٔ ناراحتی‌های گذشتهٔ خواننده با «پسرهایی هم‌سن‌وسالش» و پیدا کردن موفقیت با یک فرد «بالغ‌تر» می‌باشد.